# Harnasie
Harnasie, op. 55, per a una gran orquestra (amb una destacada part de violí solista), tenor solista i cor, és un ballet-pantomima escrit pel compositor polonès Karol Szymanowski entre 1923 i 1931, sobre un llibret de Jerzy Rytard i Jarosław Iwaszkiewicz, el llibretista de l'òpera de Szymanowski, Król Roger. El ballet es va representar per primera vegada l'11 de maig de 1935 al Národní Divadlo de Praga amb una coreografia de Jelizaveta Nikolská. Va ser la seva última obra escènica.
La història està ambientada a les muntanyes Tatra i es basa en la llegenda del segrest d'una núvia per part del lladre Harnaś i la seva banda (la "Harnasie" del títol). Szymanowski va visitar Zakopane, als Tatras, per primera vegada l'any 1921 i va estudiar la música i el folklore dels gorals. Va començar a treballar en la partitura durant l'hivern de 1922-1923 per encàrrec d'Emil Młynarski de l'Òpera de Varsòvia. Hi va estar treballant fins al 1931 fent un ús extensiu de la cançó popular.
El ballet consta de dos actes, precedits d'un preludi. Només hi ha tres personatges principals: un pastor, una noia i el lladre (Harnaś). A la primera escena, el pastor condueix les seves ovelles al prat i la noia es troba amb Harnaś. A la segona escena, Harnaś segresta la noia del seu casament. La tercera escena, al cau del lladre, conclou en un epíleg amb un ball animat.
Una segona producció, coreografiada per Serge Lifar, es va fer el 27 d'abril de 1936 al Palais Garnier de París. Allà va ser un èxit excepcional per a Szymanowski gairebé un any abans de la seva mort. L'estrena polonesa va tenir lloc al Teatr Wielki de Poznań el 9 d'abril de 1938 amb una coreografia de Maksymilian Stakiewicz.